# Chang Chen
Chang Chen (Taipei, 14 de outubro de 1976) é um ator taiwanês.

## Filmografia
- 1997: Felizes Juntos ... Chang
- 2000: O Tigre e o Dragão ... Lo
- 2019: Love and Destiny ... Jiu Chen